# 木村兴治
木村兴治（日语： Kimura Kōji，1940年12月11日—），日本乒乓球运动员，曾任国际乒联副主席、日本乒协主席。他曾获得4枚世界乒乓球锦标赛金牌和3枚亚洲乒乓球锦标赛金牌。